# Sok An
Sok An  (tiếng Khmer: សុខ អាន; 1950 – 2017) là một nhà chính trị người Campuchia. Ông là đảng viên Đảng Nhân dân Campuchia và đại diện cho tỉnh Takeo trong Quốc hội Campuchia năm 2003.
Cho đến khi qua đời, Sok An là phó thủ tướng Campuchia. Nội các Campuchia có 6 thành viên giữ chức vụ phó thủ tướng tuy nhiên năm vị kia kiêm nhiệm bộ trưởng nên Sok An được xem là phó thủ tướng cao nhất. Sok An là người gốc người Khách Gia.
Ông đột ngột qua đời ngày 15 tháng 3 năm 2017 tại Bắc Kinh, Trung Quốc.